# (20433) Prestinenza
(20433) Prestinenza est un astéroïde de la ceinture principale.

## Description
(20433) Prestinenza est un astéroïde de la ceinture principale. Il fut découvert le 14 février 1999 à Ceccano par Gianluca Masi. Il présente une orbite caractérisée par un demi-grand axe de 3,15 UA, une excentricité de 0,09 et une inclinaison de 17,1° par rapport à l'écliptique.

## Compléments